# Кравцова, Марина Евгеньевна
Мари́на Евге́ньевна Кравцо́ва (кит. упр. 克拉夫佐娃, пиньинь Kèlāfūzuǒwá, Кэлафуцзова; род. 19 июня 1953, Ленинград, СССР) — советский и российский синолог, один из ведущих современных специалистов России в области истории литературы, искусства и культуры Китая. Доктор филологических наук (1994), профессор.

## Биография
Родилась в семье военнослужащего.
В 1975 году закончила Восточный факультет ЛГУ (кафедра китайской филологии, специальность «востоковед-филолог»), в сентябре того же года была принята на работу в Ленинградское отделение Института востоковедения АН СССР (в настоящее время — Институт Восточных рукописей РАН).
Научным руководителем молодой китаистки стал Б. Б. Вахтин (1930—1981), один из первых советских исследователей песен-юэфу и поэзии эпохи Шести династий. После кончины Б. Б. Вахтина роль наставника взяла на себя О. Л. Фишман (1919—1986).
В 1983 году М. Е. Кравцова защитила кандидатскую диссертацию на тему «Поэтическое творчество Шэнь Юэ (441—513)».
В 1990—1991 гг. проходила стажировку в КНР.
В 1994 году получила учёную степень доктора филологических наук. В диссертации «Формирование художественно-эстетического канона традиционной китайской поэзии: На материале поэтического творчества древнего и раннесредневекового Китая» М. Кравцова выявляла мифопоэтические истоки «Чуских строф», конкретизировала конфуцианские и даосские поэтологические воззрения, последовательно рассматривала религиозные и натурфилософские взгляды на поэтическое творчество — как отражающее гармонию с космосом.
Труд Кравцовой «Поэзия Древнего Китая. Опыт культурологического анализа. Антология художественных переводов», изданный в 1994 году в Санкт-Петербурге, стал вехой в исследованиях российского китаеведения в этой области, был высоко оценён отечественными и зарубежными специалистами. В книге на материале «Ши цзина» и «Чуских строф» рассматривались истоки и начальный этап развития китайской поэзии, прослеживалось влияние этих двух величайших памятников в творчестве следующих поколений. Подзаголовок — «Опыт культурологического анализа» — подчёркивал верность автора методологическим принципам т. н. «обобщения» в отношении изучения Китая, — традиции отечественной синологи, восходящей к академику В. П. Васильеву и его «Очеркам истории китайской литературы» (1885), продолженной и развитой В. М. Алексеевым в его магистерской диссертации «Китайская поэма о поэте: Стансы Сыкун Ту» (1916).
С 1996 года — ведущий научный сотрудник Института Восточных рукописей РАН.
С сентября 1998 года преподаёт на Кафедре философии и культурологии Востока Философского факультета СПбГУ.
С сентября 2003 года — в основном штате СПбГУ, профессор. Читает лекционные курсы «Китайская древняя и классическая художественная словесность», «Виды и жанры китайского изобразительного искусства», «Виды и жанры китайской художественной словесности», «Китайские концепции творческой деятельности», «Буддизм и художественная культура Китая», «Основные виды китайского традиционного декоративно-прикладного искусства», «Древнее конфуцианство и конфуцианская традиция», «Китайская эстетическая теория», «Художественная культура Китая».
Широкую известность получили труды Кравцовой — определённые автором как «учебные пособия» — «История культуры Китая» (4 издания: 1998 — 2011) и «Мировая художественная культура. История искусства Китая» (2004). Написанные на материале оригинальных китайских источников и авторитетной научной литературы, с учётом археологических находок последнего времени и новейших теоретико-методологических установок, эти «учебные пособия» носят фундаментальный энциклопедический характер и стали первыми изданиями на русском языке, в которых максимально полно представлена панорама становления культуры Китая от древности и до наших дней, во всех образующих её традициях и «ценностях», — в книгах рассматриваются и объясняются возникновение, сущность и главные отличительные особенности «китайских» представлений о мире и человеке, верований, культов, философских учений, политической и художественной культуры, поведенческих принципов личности.
В 2004 и 2008 годах проходила стажировки во Франции (Париж) по исследовательским проектам «Histoire de la poésie chinoise des Six Dynasties» и «l’Histoire et culture de la Chine de l'époque des Six Dynasties», по грантам Maison des sciences de l’homme.
В 2005—2010 гг. была участником проекта Института Дальнего Востока РАН по подготовке и изданию энциклопедии «Духовная культура Китая»— автор статей в томах «Философия» (Т. 1, 2006, — 14 статей), «Мифология. Религия» (Т. 2, 2007, — 27 статей); «Литература. Язык и письменность» (Т. 3, 2008, — 106 статей); «Искусство» (Т. 6, 2010, — 87 статей).
В 2015—2016 гг. участвовала в проекте Пекинского педагогического университета, при поддержке правительства и Академии общественных наук КНР, по изданию перевода на русский язык древнекитайского поэтического памятника «Чуские строфы».

## Основные работы

### Монографии
- Кравцова М. Е. Поэзия Древнего Китая: Опыт культурологического анализа. Антология художественных переводов. — СПб.: Петербургское востоковедение, 1994. — 542 с. — (Orientalia). — ISBN 585803019X.
- [Кравцова М. Е.] Буддизм и мировоззрения аристократии раннесредневекового Китая [ч. 7] // Ермаков М. Е., Ермакова Т. В., Кравцова М. Е., Островская Е. П., Островский А. Б., Рудой В. И., Торчинов Е. А. Буддийский взгляд на мир [коллективная монография] / Ред.-сост.: В. И. Рудой, Е. П. Островская. — СПб.: Андреев и сыновья, 1994. — 462 с. — С. 321—372. — ISBN 5352006530.
- Кравцова М. Е. Поэзия вечного просветления. Китайская лирика второй половины V — начала VI века. — СПб.: Наука, 2001. — 407 с. — ISBN 5020268178.
- Кравцова М. Е. История культуры Китая: учебное пособие. — СПб.: Лань, 1998. — 414 с.; 2-е изд.: 1999. — ISBN 5811400632; 3-е изд.: испр. и доп.: 2003; 4-е изд., испр. и доп.: СПб.: Лань, Планета музыки, 2011. — ISBN 9785919380245, 9785811400638, 5919380241.
- Хрестоматия по литературе Китая / Сост., предисл., прим. и перевод М. Е. Кравцовой. — СПб.: Азбука-классика, 2004. — 765 с. — ISBN 5352006530.
- Резной дракон: Поэзия эпохи Шести династий: III—VI вв. Пер. М. Е. Кравцовой. — СПб.: Петербургское востоковедение, 2004. — 316 с. — ISBN 5858032648.
- Кравцова М. Е. Мировая художественная культура. История искусства Китая: Учебное пособие. — СПб.; М.; Краснодар: Лань, Триада, 2004. — 960 с. — ISBN 5811405642, ISBN 5901178114.
- Кравцова М. Е. Буддизм как социальный и культурный феномен китайского общества // Ермаков М. Е., Кравцова М. Е., Солонин К. Ю., Торчинов Е. А. Религии Китая. Хрестоматия / Ред.-сост. Е. А. Торчинов. — СПб.: Евразия, 2001. — 512 с. — ISBN 5807100425.
- Кравцова М. Е. Истоки и основные этапы формирования института верховной власти и официальной идеологии Китая [гл. 1] // Процесс формирования официальной идеологии: коллективная монография / Сост. М. Е. Кравцова. — СПб.: Наука, 2012. — 590 с. — С. 9—155. — ISBN 9785020371439.
- Алимов И. А., Кравцова М. Е. История китайской классической литературы с древности и до XIII века: поэзия, проза. — Часть 1, часть 2. — СПб.: Петербургское востоковедение, 2014. — 1407 с. — ISBN 9785858034735.
- [Кравцова М. Е.] Основные письменные источники по истории Китая III—X вв. [ч. I, гл. 1]; Троецарствие: 220—280 [ч. I, гл. 2]; Династия Западная Цзинь: 265—317 [ч. I, гл. 3]; Северные царства IV в. [ч. I, гл. 4]; Династия Восточная Цзинь: 317—420 [ч. I, гл. 5]; Северные государства эпохи Южных и Северных династий: 386—581 [ч. I, гл. 6]; Южнокитайские государства эпохи Южных и Северных династий: 420—589 [ч. I, гл. 7]; [Империя Тан :] Агония и гибель великой империи [ч. I, гл. 9]; Даосизм в III—VI вв. [ч. II, гл. 2]; Архитектурно-инженерное искусство [ч. III, гл. 2]; Художественная словесность эпохи Шести династий глазами теоретиков литературы III—VI вв. [ч. IV, гл. 1]; История поэзии III—VI вв. [ч. IV, гл. 2]; Проза «сяошо» эпохи Шести династий [ч. IV, гл. 3]; Искусство III—X вв. [ч. V :] Погребальное изобразительное искусство; Буддийское и даосское культовое изобразительное искусство; Светская живопись; Декоративно-прикладное искусство; Музыкально-танцевальное искусство [совместно с А. Б. Вац] // История Китая с древнейших времён до начала XXI века: в 10 т. / гл. ред. C. Л. Тихвинский. Т. III: Троецарствие, Цзинь, Южные и Северные династии, Суй, Тан: 220—907. — М.: Наука; Восточная литература, 2014. — 991 с. — С. 16—29; 30—57; 58—77; 78—110; 111—123; 124—142; 143—171; 328—336; 400—433; 557—580; 581—601; 602—644; 645—652; 710—731; 732—757; 758—777; 778—797; 798—816. — ISBN 978-5-02-036565-0.
- [Кравцова М. Е.] Базовые источники по истории Сун [ч. I, гл. 2]; Эпоха Пяти династий и Десяти царств [ч. II, гл. 1]; Империя Северная Сун: 960—1127 [ч. II, гл. 2]; Империя Южная Сун: 1127—1279 [ч. II, гл. 3]; Искусство Китая X—XIII вв. [ч. VI] // История Китая с древнейших времён до начала XXI века: в 10 т. / гл. ред. C. Л. Тихвинский. Т. IV: Период Пяти династий, империя Сун, государства Ляо, Цзинь, Си Ся: 907—1279. — М.: Наука; Восточная литература, 2016. — 942 с. — С. 20—41; 55—136; 137—272; 273—361; 660—668, 688—766. — ISBN 9785020397613.

### «Духовная культура Китая. Энциклопедия»
- Духовная культура Китая: Энциклопедия: в 5 т. и 1 т. доп. / гл. ред. М. Л. Титаренко. — М.: Восточная литература, 2006—2010. — ISBN 5-02-018429-2.
  - [Кравцова М. Е. Статьи:] Лян У-ди; Сунь Чо; Тао Хун-цзин; Фань Е; Фань Чжэнь; Хуй-линь; Хэ Чэн-тянь; Цай Мо; Цзинлин Цзы-лян; Чжи Дунь (в соавт. с А. И. Кобзевым); Чжэн Сянь-чжи (в соавт. с А. И. Кобзевым); Шэнь бу ме; «Шэнь ме лунь» (в соавт. с А. И. Кобзевым); Шэнь Юэ // Духовная культура Китая: Энциклопедия. Т. 1. Философия. — М., 2006. — 727 с. — С. 331; 378—382; 396; 437; 465; 465—466; 494—495; 519; 520; 529; 575; 599; 633—634; 635; 636. — ISBN 5020184314.
  - [Кравцова М. Е. Статьи:] Верования и культы эпохи неолита; Представления о верховной власти и правителе; Культ Конфуция (в соавт. с В. Н. Баргачёвой); Ван чжи; Гань чжи; «Гуан хун мин цзи»; Гэн цзи; Иньсюй; Инь-ян ли; Лин цинь; Лоугуань-тай; Люй Дун-бинь; Лянчжу; Нянь хао; Тянь мин; У 6; У сэ; У фу; Фэн шань (в соавт. с В. Н. Баргачёвой); Хань У-ди (в соавт. с В. Н. Баргачёвой); «Хун мин цзи»; Цюйфу сань Кун (в соавт. с В. Н. Баргачёвой); Чжан-сянь; Шан-ди; Ши дянь; Шэ 4; Шэнь сяо; Юй-ди (в соавт. с А. Д. Зельницким) // Духовная культура Китая: Энциклопедия. Т. 2: Мифология. Религия. — М., 2007. — 869 с. — С. 78—89; 90—99; 196—201; 405—407; 417—418; 420; 429—431; 469—470; 471—473; 493—496; 501—502; 513—515; 518—520; 540—541; 614—618; 623—624; 627—629; 631—632; 653—654; 655—658; 671; 705—707; 716; 738; 743—744; 758—759; 762—764. — ISBN 9785020184305.
  - [Кравцова М. Е. Статьи:] Вэнь и начало формирования китайской поэзии; Поэтическое творчество доклассического периода: эпохи Хань и Шести династий; Литературные жанры; Стихосложение; Ба бин; Бань Гу; Бань-цзеюй; Бао Чжао; «Бу цзюй»; Ван Жун; Ван Си-чжи; Ван Цань; Ван Янь-шоу; Вэньжэнь юэфу; «Вэнь синь дяо лун»; «Вэнь сюань»; «Вэнь фу»; Го Пу; Гун ти ши; Гун юэ; Гу ши; «Да чжао»; «Дянь лунь лунь вэнь»; Жуань Цзи; Жуань Юй; Жэнь Фан; Ин Цюй; Инь Чжун-вэнь; Ин Ян; Кун Жун; «Кунцюэ дун нань фэй»; «Лань-тин ши»; «Ли сао»; Лy Цзи; Лy Юнь; Лю Кунь; Лю Лин; Лю Се; Лю Чжэнь; Лю Чэ; «Мо шан сан»; «Му тянь цзы чжуань»; Мэй Шэн; Нань-бэй-чао юэфу миньгэ; Пань Ни; Пань Юэ; Се Тяо; Се Чжуан; Сунь Чо; Сун Юй; Сыма Сян-жу; Сюань янь ши; Сюй Гань; Сюй Сюнь[кит.]; Сян Сю[кит.]; Сяо Ган; Сяо Тун[кит.]; Сяо Янь; Тайкан ти; Тан Лэ[кит.]; «Тянь вэнь»[англ.]; Фань Юнь[кит.]; Фу; Фу Сюань; Цай Янь; Цао Пи; Цао Цао; Цао Чжи; Цзи Кан; Цзо Сы[кит.]; «Цзю гэ»[кит.]; «Цзю чжан»[кит.]; Цзягувэнь; Цзя И; Цзяньань фэнгу[англ.]; Цзян Янь; «Цинь фу»; Цюй Юань; Чжан Се[кит.]; Чжан Хуа[кит.]; Чжан Хэн; Чжан Цзай[кит.]; «Чжао инь ши»[англ.]; «Чжао  хунь»[англ.]; Чжу линь ци сянь; Чжун  Жун[кит.]; Чжэнши ти; «Чу цы»[англ.]; Чэнь Линь[кит.]; «Ши да сюй»; «Ши лунь»; «Ши пинь»[кит.]; «Ши цзин»; Шэнь Юэ; «Юань ю»[англ.]; Юй Синь[кит.]; «Юй тай синь юн»[англ.]; «Юй фу»[англ.]; Юй Чань; Юн 詠; Юнмин ти[англ.]; Юэфу; Юэфу миньгэ; Ян Сюн; Янь Янь-чжи[кит.]; Яо 謠 // Духовная культура Китая: Энциклопедия. Т. 3: Литература. Язык и письменность. — М., 2008. — 855 с. — С. 28—35; 36—42; 146—148; 149—151; 207—209; 209—210; 211—212; 212—216; 222; 236—238; 239—240; 240—243; 247; 249—250; 250—254; 255—262; 263—266; 272—274; 281—282; 283—286; 287—288; 293; 300—303; 304—306; 306—308; 311—312; 312; 313—314; 314—315; 315—317; 317—319; 320—322; 328—330; 337—340; 341—343; 346; 347—348; 348; 350—351; 352—353; 358—359; 361—364; 366—367; 371—373; 378—379; 379—382; 389—391; 392—393; 396; 410—413; 419—421; 421—423; 424—425; 425—426; 428; 430; 431—432; 436—439; 439—441; 441—442; 445—447; 456—457; 457—460; 460—462; 479—481; 482—485; 486—489; C.489—495; 498—501; 515—517; 518—519; 519—521; 521—522; 523—524; 525—527; 527—529; 532—533; 536—538; 542—543; 545—548; 548—551; 551—552; 554—555; 555—556; 563—564; 565—566; 570—571; 572—575; 575—576; 579—581; 581—583; 584—587; 588—594; 603—605; 610; 611—616; 616—618; 618—619; 620—621; 621—623; 623—625; 626—627; 627—630; 631—633; 634—636; 636—637. — ISBN 9785020363489.
  - [Кравцова М. Е. Статьи:] Иконографические принципы буддийского изобразительного искусства; Нефрит; Бронза; Керамика; Лак; Шёлк; Костюм; Золото и серебро; Стекло (в соавт. с М. А. Неглинской); Изучение китайского искусства в России: Изобразительные и прикладные искусства, архитектура и музыка (в соавт. с А. Н. Желоховцевым, А. И. Кобзевым, М. А. Неглинской, Б. Л. Рифтиным, С. Н. Соколовым-Ремизовым); Ба бао; Би-се; Ванду му; Ван Мэн; Ван Си-мэн; Ван Тин-юнь; Ван Шэнь; Вэй Янь; Вэнь-жэнь-хуа; Вэнь Чжэн-мин] (в соавт. с В. Г. Белозёровой); Гао Кэ-гун; Го Си; Гуань Тун; Гуй-шэнь; Гу Кай-чжи; Гу Хун-чжу; Дай Цзинь; Дун Ци-чан; Дун Юань; Жэнь Жэнь-фа; Лань Ин; Ли Бин шисян; Ли Гун-линь; Ли Тан; Ли Чжао-дао; Ли Чэн; Лоян; Лю Шэн му; Мавандуй; Ма Линь; Ма Юань; Ми Фу; Ми Ю-жэнь[укр.] (в соавт. с В. Г. Белозёровой); Мо-мэй; Мо-чжу; Му Ци (в соавт. с М. А. Неглинской); Саньсиндуй; Сюань-дэ хуа-юань; Сюй Дао-нин; Сюй Си; Ся Гуй; Тан Инь; У Дао-цзы; У Цзун-юань; У Чжэнь; Фань Куань; Хань Гань; Хань Хуан; Хо Цюй-бин му; Хуан Гун-ван; Хуан Цюань; Хуа-юань; Цзин Хао; Цзин-цзы; Цзэн Хоу И му; Цзюй-жань; Цин сы Ван; Цуй Бо; Цю Ин; Цянь Сюань; Цянь шу; Чанъань; Чжан Сюань; Чжан Цзэ-дуань; Чжань Цзы-цянь; Чжао Мэн-фу; Чжоу Фан; «Чжу линь ци сянь цзи Жун Ци-ци чжуань»; Чжуншань-го ды ишу; Чу-го ды ишу; Чэнь Чунь] (в соавт. с В. Г. Белозёровой); Ши-цзы; Шэнь Чжоу; Эрлиган; Юй-цзянь; Юн-тай му; Янчжоу ба гуай; Янь Ли-бэнь] // Духовная культура Китая: Энциклопедия. Т. 6, доп. Искусство — М., 2010. — 1031 с. — С. 183—200; 224—231; 232—245; 246—261; 274—281; 282—288; 289—296; 306—311; 312—315; 470—494; 513—517; 521—523; 532—533; 534—535; 536—537; 540—541; 544; 545—548; 549—550; 551—552; 554—556; 558—559; 560—561; 561—565; 565—567; 568—569; 572—574; 580—581; 587—588; 600—601; 601—602; 603—605; 614—615; 617—618; 618—619; 623—625; 647—648; 653—655; 655—656; 658—660; 663—664; 666—667; 668—670; 671—673; 674—677; 690—694; 705—707; 709—710; 710—711; 712—714; 723—725; 731—733; 735; 737—738; 738—739; 742—743; 743; 746—747; 749—750; 752—754; 755—758; 766—767; 767—770; 779—780; 783—784; 787—789; 792—793; 794—795; 797—799; 799—800; 805—808; 814—815; 816—817; 818—819; 821—823; 829—830; 831—832, 835—836; 842—845; 853—854; 861—864; 873—874; 878—879; 887—888; 890—891; 899—902; 902—905. — ISBN 9785020363823.

### «„Чу цы“ на китайском и русском языках»
- Гуань Юйхун, Кравцова М. Е. (сост.) «Чу цы» на китайском и русском языках = «Чу цы» хань э дуйчжао / Гуань Юйхун, М. Кэлафуцзова и э = 楚辞。漢俄對照 / 管玉红， M.克拉夫佐娃 俄译 / Пекин: Издательство Пекинского педагогического университета = Бэйцзин шифань дасюэ чубань = 北京师范大学出版, 2016. — 256 с. — (Китайская классика. На китайском и русском языках = Да чжунхуа вэньку. Хань э дуйчжао = 大中華文庫。 漢俄對照). — ISBN 7303192301, ISBN 9787303192304.

### Статьи
- Кравцова М. Е. О месте поэта в традиционном Китае // Х научная конференция «Общество и государство в Китае»: Тезисы докладов, ч. 1. — М.: Наука, 1979.
- Кравцова М. Е. «Красавица» — женский образ в китайской лирике: поэзия древности и раннего средневековья] // Проблема человека в традиционных китайских учениях [сб. статей] / Ред. Т. П. Григорьева. — М.: Наука, ГРВЛ, 1983. — 264 с. — С. 153—162.
- Кравцова М. Е. Даосизм и поэзия. Цикл Цао Цао «Ци чу чан» // XIV научная конференция «Общество и государство в Китае»: Тезисы докладов, ч. 1. — М., 1983.
- Кравцова М. Е. Пейзажная лирика — поиск бессмертия? // XV научная конференция «Общество и государство в Китае»: Тезисы докладов, ч. 1. — М., 1984.
- Кравцова М. Е. «Пир у воды» «цюйшуйань» по материалам поэзии Лю Чао // XVI научная конференция «Общество и государство в Китае»: Тезисы докладов, ч. 1. — М., 1985.
- Кравцова М. Е. «Пир без повода»: традиция пира в древнем Китае // XVII научная конференция «Общество и государство в Китае»: Тезисы докладов, ч. 1. — М., 1986.
- Кравцова М. Е. Даосско-мистическая лирика в поэзии Лючао: III—VI вв.: общая характеристика // XII Научная конференция «Теоретические проблемы изучения литератур Дальнего Востока»: Тезисы докладов. — Ч. 1. — М.: Наука, 1986.
- Кравцова М. Е. Обряд «преподнесения кубков» «ши дянь» и официальная идеология Шести династий // XIX научная конференция «Общество и государство в Китае»: Тезисы докладов, ч. 1. — М., 1988,
- Кравцова М. Е. Представления о верховной власти и правителе в древнем и средневековом Китае // XX научная конференция «Общество и государство в Китае»: Тезисы докладов, ч. 1. — М., 1989.
- Кравцова М. Е. Некоторые аспекты восприятия буддизма во второй половине Лючао: V — нач. VI в. // Тезисы всесоюзной буддологической конференции (Москва, ноябрь 1987). — М.: Наука, 1987.
- Кравцова М. Е. Этнокультурное разнообразие в древнем Китае // XXI научная конференция «Общество и государство в Китае»: Тезисы докладов, ч. 1. — М., 1990.
- Кравцова М. Е. Буддийская поэзия раннесредневекового Китая // Буддизм: Проблемы истории, культуры, современности [материалы Всесоюзной конференции: Москва, ноябрь 1987] / Ред.-сост. В. И. Корнев. — Ч.1. — М.: Наука, ГРВЛ, 1990. — 320 с. — ISBN 5020173010.
- Кравцова М. Е. К проблеме интерпретации раннесредневекового китайского ритуала: на материале Празднества третьего дня третьего месяца // Советская этнография. — 1991. — № 1. — C.103—114.
- Кравцова М. Е. От магии к этике. Представления о верховной власти и её носители в древнем и раннесредневековом Китае // Восток. — 1991. — № 3. — С. 32—41.
- Кравцова М. Е. Жизнеописания — «ле чжуань» — художественная история или историческая проза? // Петербургское востоковедение [альманах]. Вып. 1 / Ред.-сост. И. А. Алимов. — СПб.: Водолей, 1992. — 366 с. — С. 113—140:
  - Жизнеописание Чжан Хуа[кит.] / Пер. М. Е. Кравцовой // Там же. — С. 141—157.
  - Жизнеописание Шэнь Юэ / Пер. М. Е. Кравцовой // Там же. — С. 158—167.
  - Жизнеописание Ван Жуна[кит.] и Се Тяо / Пер. М. Е. Кравцовой // Там же. — С. 168—184.
- Кравцова М. Е. Этнокультурное разнообразие древнего Китая // Восток. — 1992. — № 3. — С. 56—66.
- Кравцова М. Е. Жемчужина из волшебной пучины: Заметки о китайской любовно-лирической поэзии // Чёрная жемчужина: Журнал о культуре Востока. — 1993. — Вып. 2. — С. 64—66.
- Кравцова М. Е. Взаимодействие буддийской сангхи и социально-политической элиты в Китае // Основы буддийского мировоззрения : Индия. Китай : Учебное пособие для гуманит. вузов / [В. И. Рудой и др.]. — М.: Наука, 1994. — 239 с. — С. 203—218. — ISBN 5020135569.
- Кравцова М. Е. Статьи: Гуан хун мин цзи; Лянский У-ди; Сунь Чо; Тао Хунцзин; Фань Е; Фань Чжэнь; «Хун мин цзи»; Хуэйлинь; Хэ Чэнтянь; Цай Мо; Цзинлинский князь Цзылян; Чжидунь; Чжэн Сяньчжи; Шэнь бу ме; «Шэнь ме лунь»; Шэнь Юэ // Китайская философия: Энциклопедический словарь / Под ред. М. Л. Титаренко. — М.: Мысль, 1994. — 652 с. — ISBN 5244007572.
- Кравцова М. Е. Культ «царя-зверя» в протобуддийской традиции. К проблеме архаико-мифологических истоков буддийской концепции имперской власти // Животные и растения в мифоритуальных системах: Материалы научной конференции, октябрь 1996 года / Минкульт. РФ, ГМИР, Рос. этногр. музей. — СПб.: СПбУЭФ, 1996. — 144 с. — С. 116—118.
- Кравцова М. Е. Проблемы определения идейной и культурной принадлежности древнекитайских философских памятников // XIX Научная конференция по историографии и источниковедению истории стран Азии и Африки, 8—10 апреля 1997 года. Тезисы докладов [/ Восточный факультет СПбГУ]. — СПб.: СПбГУ, 1997.
- [Кравцова М. Е.] Китайская версия буддийской канонической «Сутры о признаках» [«Лакшана-сутры»]: К исследованию категории «власть» в буддийской культуре / Вступ. статья, пер. с кит. и комм. М. Е. Кравцовой // Восток. — 1998. — № 1. — С. 126—141.
- Кравцова М. Е. Любовно-лирическая поэзия Китая. Основные тематические направления и группы // Кюнеровские чтения. 1995—1997. Краткое содержание докладов / [отв. ред. : А. М. Решетов]. — СПб.: МАЭ РАН, 1998. — 208 с. — С. 183—185. — ISBN 5884310455.
- Кравцова М. Е. Философия истории и историко-культурные реалии: К проблеме природы и сущности династийных циклов и периодов «смутного времени» в истории Китая // Философия истории и культуры: Научные доклады Ассоциации «Диалог культур» / РАН, Дом учёных им. М. Горького, Ассоциация «Диалог культур». Вып. 1. — СПб.: СПбГЛТА, 1999. — С. 39—53.
- Кравцова М. Е. Храмовое строительство в древнем и раннесредневековом Китая: легенды и факты: к социально-политической истории китайского буддизма // Восток: философия, религия, культура: Труды теоретического семинара / Под ред. Е. А. Торчинова. — СПб.: Изд-во СПбГУ, 2001. — 260 с. — С. 145—174. — ISBN 5288018332.
- Kravtsova М. Space and Time in Culture of Southern China // Chinese traditional civilization and the contemporary world: XIV EACS [European Association of Chinese Studies] conf., 26—28 Aug., 2002. — Moscow, 2002. — 204 с.
- Кравцова М. Е. Религии Китая // Религиоведение. Учебное пособие. 4-е изд., исправленное и дополненное / Научн. ред. А. В. Солдатов. — СПб.: «Лань», 2003. — 800 с. — С. 229—254. — ISBN 5811405057.
- Кравцова М. Е. Концепция верховной власти и образ вселенского правителя в буддийской культуре: на материале палийских и китайских версий канонических сутр // Религия и культура. Россия. Восток. Запад : Сб. статей / Под редакцией Е. А. Торчинова. — СПб.: Изд-во СПбГУ, 2003. — 312 с. — С. 184—223. — ISBN 5288022704.
- Кравцова М. Е. О генерале Хо Цюйбине и истории возникновения в Китае традиции каменной монументальной скульптуры // Первые Торчиновские чтения. Религиоведение и востоковедение: Материалы научной конференции, 20—21 февраля 2004 г. — СПб.:, Изд-во СПбГУ, 2004. — 162 с. — С. 95—100. — ISBN 5288034419.
- Кравцова М. Е. Архаико-религиозные истоки института верховной власти в Китае // Вторые Торчиновские чтения. Религиоведение и востоковедение. Материалы научной конференции, 17—19 февраля 2005 г. — СПб.: Изд-во СПбГУ, 2005. — 332 с. — С. 175—180. — ISBN 5288037434.
- Кравцова М. Е. Китай // Энциклопедия для детей. Том 35. История Средних веков. — М.: Аванта+, 2008. — 528 с. — С. 434—521. — ISBN 9785989861903.
- Кравцова М. Е. К проблеме Средневековья в Китае] // Verbum. Вып. 12: Диспозиции Средневековья в истории мировой культуры. Альманах / Под ред. О. Э. Душина. — СПб.: Изд-во СПбГУ, 2010. — 129 с. — С. 45—57.
- Кравцова М. Е. Традиция погребальной монументальной скульптуры в контексте историко-политической и духовной культуры имперского Китая: I—XII вв. // Asiatiсa: Труды по философии и культурам Востока. Вып. 4. — СПб.: Изд-во СПбГУ, 2010. — 147 с. — С. 25—57.
- Кравцова М. Е. О начальном этапе распространения буддизма в Китае // Вестник СПбГУ. Серия 6 «Политология. Международные отношения». — 2011. — Вып. 3. — С. 3—11.
- Kravtsova M. On Thematic Variety of Six Dynasties, «Liu Сhao», III—VI CC. A.D., Lyric Poetry // [The Yields of Transition: Literature, Art and Philosophy in Early Medieval China] / Ed. by Jana S. Rosker and Natasa Vampelj Suhadolnik. — Newcastle: Cambridge Scholars Publishing, 2011. — 310 р. — Р.181—202. — ISBN 1443827142, ISBN 9781443827140.
- Кравцова М. Е. Загадки южнокитайской династии Поздняя Лян] // XLI научная конференция «Общество и государство в Китае» / Ин-т востоковедения РАН. — М.: Вост. лит., 2011. — 440 с. — С. 107—112. — ISBN 9785020364615.
- Кравцова М. Е. Некоторые аспекты культурно-идеологической политики правящих режимов северо-китайских государств IV в. н. э. // Asiatiсa: Труды по философии и культурам Востока. Вып. 6. — СПб.: Изд-во СПбГУ, 2012. — 167 с. — С. 63—74.
- Кравцова М. Е. «Жёлтое» и «зелёное» в палитре древнекитайской истории: некоторые соображения о генезисе китайской государственности // XLII научная конференция «Общество и государство в Китае» / Ин-т востоковедения РАН. Часть 1. — М.: Вост. лит., 2012. — 395 с. — С. 347—353.
- Кравцова М. Е. Нефрит // Культурология. — 2013. — № 3 (66). — С. 136—137.
- Кравцова М. Е. Интеллектуально-творческое сообщество в Цзинчжоу и его место в китайской поэзии // Востоковедные исследования на Алтае: Сборник научных статей. Вып. VII / Под ред. А. В. Старцева. — Барнаул: Алтайский государственный университет, 2013. — С. 5—15. — ISBN 9785790419218.
- Кравцова М. Е. О семантике названия трактата «Вэнь синь дяо лун» Лю Се // Письменные памятники Востока. — 2013. — № 2(19). — С. 126—136.
- Кравцова М. Е. Опыт тематического анализа китайской лирической поэзии эпохи Шести династий: III—VI вв. // Asiatica. Труды по философии и культурам Востока. Вып. 7. — СПб.: Изд-во СПбГУ, 2013. — 158 с. — С. 28—59.
- Kravtsova M. On Poetic Discourses and Ways of Expression of «Empty» and «Silence» Categories in the Chinese Lyric Poetry of Six Dynasties, «Liu Сhao», III—VI A.D., and Tang, VII—X, Epochs // The Polish Journal of Aesthetics : Estetyka i Krytyka / Jagiellonian University in Kraków, Minzu University of China. — 2014. — Issue 32. 1: Expression in Asian Philosophy and Art / Ed. by Bin You and Rafał Banka. — Р.15—30.
- Кравцова М. Е. Некоторые тенденции в новейших исследованиях по истории поэзии Китая] // XLV Научная конференция «Общество и государство в Китае», ч. 2. — М.: ИВ РАН, 2015. — 1031 с. — С. 306—317.
- Кравцова М. Е. Заметки о жизни и творчестве Ван Янь-шоу] // XLV Научная конференция «Общество и государство в Китае», ч. 2. — М.: ИВ РАН, 2015. — 1031 с. — С. 318—329.
- Кравцова М. Е., Парибок А. В. Экзамены и поэзия: некоторые соображения о лирической поэзии «ши» эпохи Тан // Asiatica. Труды по философии и культурам Востока. Вып. 9. — СПб.: Изд-во СПбГУ, 2015. — 192 с. — С. 105—119.
- Кравцова М. Е. Смысловые подтексты китайской поэзии на любовные темы: стихи дворцового стиля «гунтиши» // Вестник СПбГУ. Серия 17 «Философия. Конфликтология. Культурология. Религиоведение». — 2015. — Вып. 1. — С. 71—82.
- Кравцова М. Е. Концепции поэтического вдохновения в литературно-теоретической мысли Китая III—IV вв. // Проблемы литератур Дальнего Востока. VII Международная научная конференция. 29 июня — 3 июля 2016 г.: Сб. материалов / Отв. ред. А. А. Родионов, А. Г. Сторожук, Цянь Чжэнь-ган. — СПб.: НП-Принт, 2016. ― Т. 1. — 560 с. — С. 443—450.
- Кравцова М. Е. О «Цзю у-дай ши» и «Синь у-дай ши» // XLVI научная конференция «Общество и государство в Китае», ч. 1. — М.: ИВ РАН, 2016. — 726 с. — С. 263—273.
- Кравцова М. Е. Поэтическое творчество «ши» в культурно-политическом пространстве первой половины эпохи Чжоу: XI—III вв. до н. э. // Восток. Афро-Азиатские общества: история и современность. — 2016. — № 4. — С. 104—119.
- Kravtsova M. Rethinking Losses of Chinese Poetic Heritage: a Case of Former Han «Fu» Poetry // Manuscripta Orientalia: International Journal for Oriental Manuscript Research. — 2016. — Vol. 22, № 1. — P. 10—16.